# Utah Jazz 1985-1986
La stagione 1985-86 degli Utah Jazz fu la 12ª nella NBA per la franchigia.
Gli Utah Jazz arrivarono quarti nella Midwest Division della Western Conference con un record di 42-40. Nei play-off persero al primo turno con i Dallas Mavericks (3-1).

## Roster
| N° | Naz.                   | Ruolo | Sportivo       | Anno | Alt. | Peso |
| -- | ---------------------- | ----- | -------------- | ---- | ---- | ---- |
| 4  | Stati Uniti (bandiera) | GA    | Adrian Dantley | 1956 | 196  | 94   |
| 12 | Stati Uniti (bandiera) | G     | John Stockton  | 1962 | 185  | 77   |
| 14 | Stati Uniti (bandiera) | G     | Rickey Green   | 1954 | 183  | 77   |
| 18 | Stati Uniti (bandiera) | G     | Pace Mannion   | 1960 | 201  | 86   |
| 20 | Stati Uniti (bandiera) | G     | Bob Hansen     | 1961 | 198  | 86   |
| 22 | Stati Uniti (bandiera) | A     | Carey Scurry   | 1962 | 201  | 85   |
| 32 | Stati Uniti (bandiera) | A     | Karl Malone    | 1963 | 206  | 113  |
| 33 | Stati Uniti (bandiera) | AC    | Fred Roberts   | 1960 | 208  | 99   |
| 41 | Stati Uniti (bandiera) | AC    | Thurl Bailey   | 1961 | 211  | 98   |
| 43 | Stati Uniti (bandiera) | A     | Marc Iavaroni  | 1956 | 203  | 95   |
| 45 | Stati Uniti (bandiera) | AC    | Jeff Cook      | 1956 | 208  | 98   |
| 45 | Stati Uniti (bandiera) | AC    | Jeff Wilkins   | 1955 | 211  | 104  |
| 50 | Stati Uniti (bandiera) | C     | Steve Hayes    | 1955 | 213  | 93   |
| 53 | Stati Uniti (bandiera) | C     | Mark Eaton     | 1957 | 224  | 125  |

## Staff tecnico
- Allenatore: Frank Layden
- Vice-allenatori: Jerry Sloan, Scott Layden